# Kankossa
Kankossa est une ville et commune de Mauritanie, située dans le département de Kankossa de la région de l'Assaba.

## Géographie
La commune de Kankossa est limitée à l'est par le chef lieu de région, Kiffa et le Mali à l'ouest et au sud.

## Histoire
Kankossa a été créée dans les années 1950 par la France et servait de comptoir de commerce pour les compagnies commerciales coloniales Chavanel et Maurel & Prom l'utilisaient pour vendre les produits manufacturés et l'achat de la gomme arabique[réf. nécessaire].